# 日野晴資
日野 晴資（ひの はるすけ、天文5年（1536年） - 天文20年（1551年））は、戦国時代の公家。初名は資条。権大納言・日野晴光の長男。官位は正五位上・右中弁。

## 生涯
天文11年（1542年）、従五位下に叙爵した。
天文13年（1544年）、征夷大将軍・足利義晴の加冠によって元服し、その偏諱を受けて、資条から晴資に改名する。また、従五位上・侍従に叙任された。
天文15年（1546年）、弱冠11歳にして弁官（権左少弁）に任ぜられると、天文16年（1547年）正五位下・左少弁、天文17年（1548年）正五位上と昇進する。
天文19年（1550年）に五位蔵人を兼ね、12月には右中弁に昇任された。この年の5月に烏帽子親であった足利義晴が病死すると、夏頃から晴資は狂気のために駿河国へ下向する。
天文20年（1551年）、富士川を渡っていた際に水中で没した。自害させられたとの噂があったという。

## 官歴
『弁官補任』による。
- 天文11年（1542年） 正月3日：叙爵（従五位下）
- 天文13年（1544年） 4月22日：元服、加冠、侍従、従五位上。資条から晴資に改名。4月26日：昇殿
- 天文14年（1545年） 3月25日：兼美作権介
- 天文15年（1546年） 12月6日：権左少弁（十一歳任弁官例）、元侍従美作権介
- 天文16年（1547年）正月5日：正五位下。3月23日：左少弁
- 天文17年（1548年） 4月16日：正五位上
- 天文19年（1550年） 正月13日：五位蔵人。10月3日：拝賀。12月30日：右中弁
- 天文20年（1551年） 日付不詳：卒去